# Diti
U hinduizmu, Diti (sanskrt दिति) božica je Zemlje.

## Mitologija
Diti je kći boga Dakshe i jedne od njegovih supruga – njezina je majka Panchajani. Sestra Ditina je božica Aditi. Diti se udala za mudraca Kashyapu (Kaśyapa), koji je imao još mnogo žena. Sinovi koje je Diti rodila svom suprugu se zovu Hiranyakashipu i Hiranyaksha, dok je ime Ditine kćeri Holika.

## Poveznice
- Prithvi – druga božica Zemlje u hinduizmu